# 길을 잃은 정찰대
길을 잃은 정찰대(The Lost Patrol)는 미국에서 제작된 존 포드 감독의 1934년 모험, 전쟁 영화이다. 빅터 매클래글렌 등이 주연으로 출연하였고 존 포드 등이 제작에 참여하였다.
제1차 세계 대전 도중 메소포타미아 사막에서 복무하던 영국 육군 순찰대를 소재로 한다.

## 출연

### 주연
- 빅터 매클래글렌
- 보리스 칼로프

### 조연
- 월리스 포드
- 레지날드 데니
- J.M. 케리건
- 빌리 베밴
- 앨런 헤일
- 브랜든 허스트
- 더글러스 월턴
- 새미 스타인
- 폴 핸슨
- 프랭크 베이커
- 네빌 클락
- 프란시스 포드

## 제작진
- 협력프로듀서: 클리프 레이드